# Communication institutionnelle
 (novembre 2015).
 (janvier 2010).
Si vous disposez d'ouvrages ou d'articles de référence ou si vous connaissez des sites web de qualité traitant du thème abordé ici, merci de compléter l'article en donnant les références utiles à sa vérifiabilité et en les liant à la section « Notes et références ».
La communication institutionnelle (ou corporate communication en anglais) peut être définie comme une communication englobante reposant sur deux niveaux : l'interne (actionnaires, salariés, dirigeant) et l'externe (clients, fournisseurs, pouvoirs publics, médias...). Elle passe par la promotion publicitaire mais ne peut se résumer à cela et se joint à t luioutes les actions de l'organisation. Elle s'applique tant aux entreprises privées qu'aux institutions publiques.

## Constat d'une saturation publicitaire
Dans les cinquante dernières années, on a assisté à un changement radical dans la communication des entreprises : alors que jusque dans les années 1980 la publicité média concentrait 70 % des investissements, dans les années 1990 ce chiffre s'inverse et c'est le hors média qui en absorbe 70 % .
La meilleure preuve de la prolifération de la publicité hors média, reste l’augmentation régulière des budgets qui lui est consacrée : Les dépenses hors-médias du marché publicitaire ont représenté 20 870 milliards d’euros en 2005[réf. nécessaire], soit 65 % du marché global[réf. nécessaire] (Média et Hors-média), en progression de 2,3 % par rapport à 2004 et de plus de 40 % par rapport à 1995[réf. nécessaire].
Chacun de nous est soumis en moyenne à 1000 messages commerciaux par semaine[réf. nécessaire]. Le nombre de spots télévisés a été multiplié par 20 entre 1977 et 2004[réf. nécessaire]. Cette saturation de l’espace publicitaire classique induit une forme d’immunité croissante du public à l’égard de la pub, responsable notamment de l’effet « zapping » lors de la projection de spots télévisés. Cette désaffection favorise le hors-média et ses messages commerciaux cachés.
La loi française Evin de 1992, interdit la promotion et la publicité directe ou indirecte de l’alcool et du tabac. Même le hors média n’est pas épargné…en théorie.
Depuis quelques années les soirées en discothèques, les road shows et les manifestations musicales discrètement initiées par les plus grandes marques se multiplient. Le but ? Établir une « relation de proximité » avec le consommateur (jeune, le plus souvent).
Tous les secteurs commerciaux possèdent depuis longtemps des bases de données très complètes permettant des campagnes marketing et hors médias d’une grande précision. Pour l’instant le recoupement de ces bases entre elles (efficacité accrue) n’est pas autorisé.
La localisation géographique future du consommateur par le biais de son téléphone mobile va doper les échanges publicitaires. Présenté avant tout comme un service au consommateur (où trouver un musée ?) d’énormes opportunités de publicités masquées apparaissent (voulez vous l’adresse d’un bon restaurant près de chez vous ?)

## Objectif de la communication hors-media
Selon Eric Giuily dans son ouvrage, "La communication institutionnelle. Privé / Public : le manuel des stratégies", celle-ci peut se définir par quatre missions principales et neuf cibles :
Les missions :
- Définir le caractère unique de l'identité de l'entreprise ou de l'industrie
- Développer son image auprès de ses différents publics
- Développer l'argent de l'agent de propriété de l'entreprise
- Défendre la réputation de l'organisation lorsqu'elle est attaquée
- Déployer ses stratégies relationnelles auprès de l'ensemble de ses parties prenantes

Les cibles :
- Clients, sociétaires, administrés
- Actionnaires, investisseurs, analystes financiers
- Collaborateurs actuels et potentiels
- Partenaires sociaux
- Experts et relais d'opinion
- Média
- Institutionnels
- Pouvoirs publics
- Acteurs associatifs et mouvements citoyens

Selon la vue de certain, les modes, les habitudes de consommation et même les cultures sont clairement façonnées dans un but mercantile. Les fêtes, ciments des sociétés, deviennent des opérations commerciales et les plus récentes ont même été créées spécialement dans ce but : Bière de Printemps, fête des grands-mères, des secrétaires…

## Fonctionnement de la communication institutionnelle

### Les différents outils mobilisables pour la communication institutionnelle
La communication institutionnelle s'appuie sur différents vecteurs afin de transmettre ses messages:
- La publicité
- L'identité visuelle ou design corporate
- L'édition: magazine de la marque...
- Le web: forum de consommateurs...
- Les études ou audits
- Les relations presse: interviews, opinions...
- L'évènementiel: tour des plages...
- Le sponsoring
- Le mécénat (sponsoring sans mention de la marque)

### Communiquer sur les sujets qui intéressent l'opinion
Jugée sérieuse et légitime, la communication corporate est souvent l’occasion de prôner certains messages rarement objectifs.
On ne vend pas les produits directement, mais l’institution, les valeurs de l’entreprise.
ex. : La communication du groupe Leclerc autour de l’instauration des sacs de caisse recyclables.

### Tisser des liens de proximité avec le citoyen
- Salons  et foires ont pour but de développer et fidéliser la clientèle, présenter les produits et services, connaitre les concurrents et renforcer l’image de l’entreprise.

- Les rédactionnels complaisants sont des commentaires généreux d’un journaliste sur un nouveau produit dans une rubrique « nouveauté », avec une publicité de ce même produit à peine quelques pages plus loin. Ces formes de communication sont souvent présentées comme un moyen bénéfique de mieux décrire les caractéristiques d’un produit, par rapport à une publicité classique (limitée en texte)

Évolution actuelle : de plus en plus, les rubriques de nouveautés dans les magazines deviennent de véritables publi-rubriques payées directement par l’annonceur.
ex. : Dans le magazine Femme actuelle, on voit un article sur les bienfaits de la salade. Quelques pages plus loin, on trouve une publicité pour la marque Florette.
- Le partenariat d’organismes publics ou privés : ces « associations  avec des organismes ou instituts officiels prestigieux sont le plus souvent des aides financières déguisées : La contrepartie étant la présence plus ou moins discrète de l’entreprise ou de ses produits lors de l’édition de documents de présentations de travaux, d’éducation civile (brochure, catalogues etc.)

ex. : L’Institut Pasteur a édité une brochure à grande diffusion sur l’hygiène domestique. Le thème en est l’éradication totale de tous les micro-organismes nocifs pour la santé. En dernière page, se trouve une publicité pour les lessives / détergents antibactériens de la marque Ariel, appartenant à la multinationale Procter & Gamble, signataire d’un partenariat avec le célèbre institut en 1999.
- Les relations publiques évènementielles : il s’agit ici d’organiser un évènement ludique et/ou festif. Ce secteur est en augmentation constante. IL peut s’adresser aussi bien à des prescripteurs, des leaders d'opinions  (journalistes…) qu’au grand public. La communication par l’évènement a de multiples vertus : Elle réunit, fédère, procure des émotions pour faire passer des messages dans la joie et la bonne humeur (hors du magasin)

Il y a quelque temps[Quand ?], la marque Fructis Style, des laboratoires Garnier, avait organisé une tournée d’été où 6 coiffeurs ont sillonné 29 villes dans un bus publicitaires, pour recevoir des jeunes et les coiffer gratuitement devant le public.
Le but : Créer une marque emblématique auprès des 15-25 ans et leur donner envie de se coiffer. 600 000 échantillons ont été distribués.
- Incarner les marques dans les lieux publics : la marque doit dorénavant transmettre et matérialiser ses valeurs. Mais que l’on ne s’y trompe pas. Le vrai but est double : Faire oublier la corvée des courses et inciter le consommateur à dépenser « sans douleur » et sans qu’il n’y paraisse. Ces techniques sont en fait une version sophistiquée du principe d’achat d’impulsion : Les supermarchés deviennent des lieux de plaisir, de recherche de nouvelles expériences.

ex. : Citadium est un mégastore d’article de sport ouvert en novembre 2000 à Paris. Tout est conçu ici pour mettre en scène les marques et faire rêver le consommateur (80 écrans vidéos etc.) Pour ses fondateurs, la distribution passe aujourd’hui par l‘image et le markéting, pas par le prix.
- Les magazines de consommateurs :

Ils représentent sans doute le chef-d’œuvre « furtif » le plus abouti : l’entreprise crée son propre magazine.
La seule différence réside dans leur crédibilité : Peut-on donner des conseils désintéressés sur un produit et le vendre discrètement ?
Cette question est d’autant plus préoccupante que leur nature commerciale n’est pas toujours clairement affichée et que certains sont même vendus en kiosque comme les « vrais magazines »
- Parrainage : soutien financier et / ou matériel apporté par une entreprise commanditaire (sponsor) à un individu (un sportif par exemple) ou à un évènement (compétitions …)

Objectifs : Développer l’image de marque et la notoriété en associant la marque à une réussite, un exploit sportif, prouver la qualité des produits, motiver et animer le réseau de vente, les salariés.
- Mécénat : soutien financier et matériel apporté par un commanditaire à une manifestation, une association, une fondation ayant pour objet la mise en valeur d’œuvres ou d’organismes d’intérêt général ayant un caractère humanitaire, sportif. Ces derniers concourant à la mise en valeur du patrimoine artistique, à la défense de l’environnement naturel, à la diffusion de la culture et des connaissances scientifiques françaises (loi du 23/07/1987)

Objectifs : Montrer l’insertion de l’entreprise dans son environnement social et économique. Attire la sympathie.
ex. : Engagement de Danone dans la lutte contre l’obésité au Canada, en Espagne (spots d'informations à la télévision)
En ce qui concerne le mécénat, au-delà d’une opération de service public (déductible pour une large part des impôts) le but reste bien de développer un outil de communication stratégique valorisant l’image citoyenne de l’entreprise à plus ou moins long terme.
Une enquête de l’Union des annonceurs (UDA) révèle que ces derniers considèrent le sponsoring et le mécénat comme des investissements à part entière, dont on doit pouvoir mesurer le retour.

### Donner l'illusion de se détacher du sujet commercial
- Le marketing viral : Aussi appelé « Buzz » (marketing de la rumeur), le principe en est simple : il s’agit d’attirer l’attention du consommateur pour faire de lui un agent de communication du message à son insu (par exemple, le « Wazaaaa » de la marque de bière Budweiser).

Cette technique est beaucoup utilisée dans les campagnes promotionnelles de films. Internet, en particulier par les réseaux sociaux et les blogs, est un formidable moyen d’expression du buzz.
- Le marketing des early-adopters : Cela consiste à repérer un prescripteur (dirigeant, éditeur, journaliste, jeune star du show-business, passionné d’informatique dans les forums en ligne) et l’inciter à participer activement à la communication du produit ou de l’entreprise. Ce sont des leaders d'opinion.

- Le marketing tribal : Cela s’adresse aux jeunes adolescent. Ce type de marketing parle leur langage et vise leur tribu. Il ne vise pas seulement à mieux comprendre les jeunes d’aujourd’hui, mais aussi à contourner leur indifférence croissante pour la publicité. Le but est de créer un esprit communautaire, centré autour de valeurs de marque… Exemple : Le réseau de runners urbains « Adidas Runner »[2], où chaque passionné de running urbain devient un vecteur de la marque, de façon bénévole et volontaire.